# رتق (خياطة)

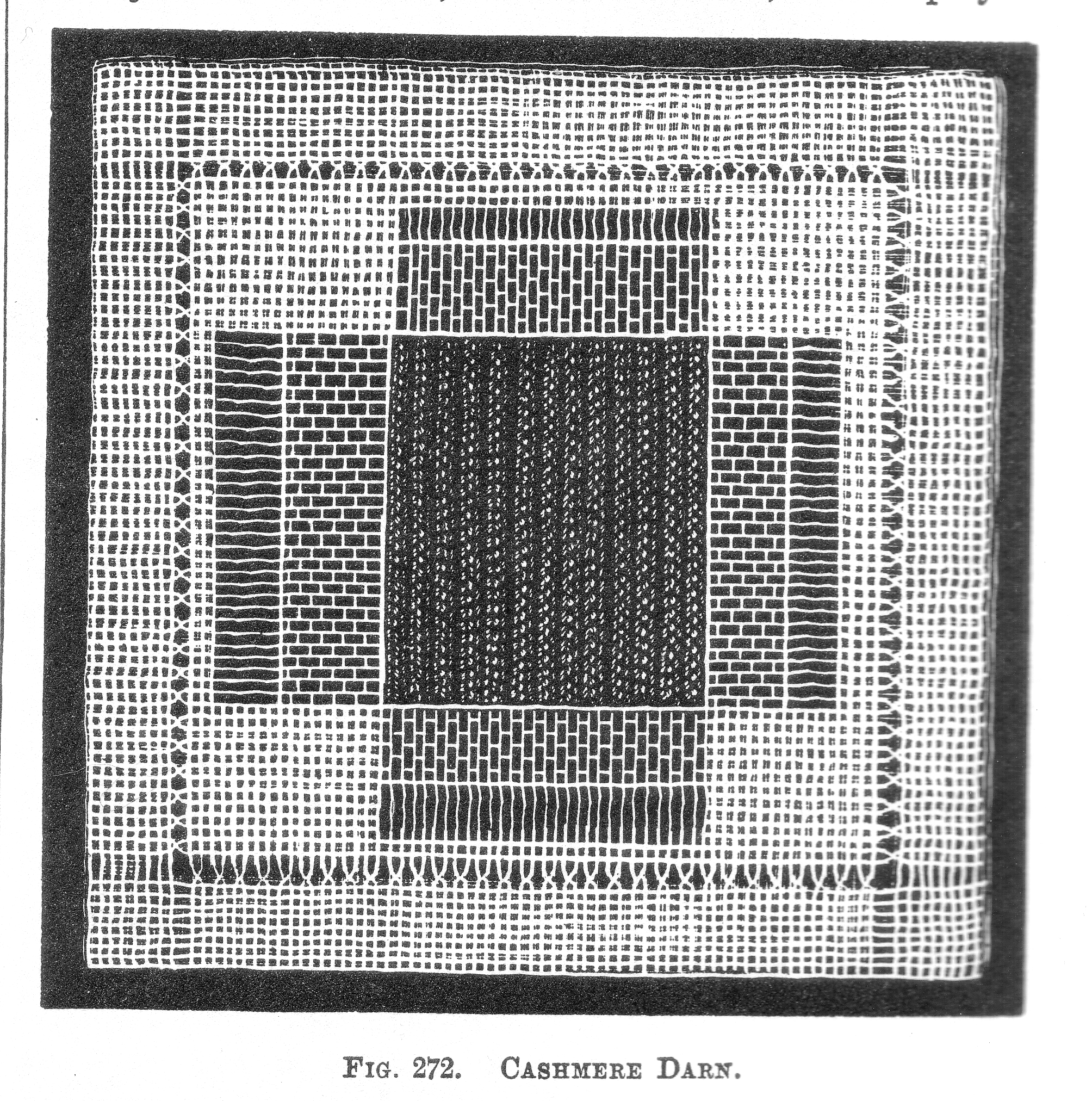
رتق كشمير، تقنية رتق جيدة للنسيج المبرد

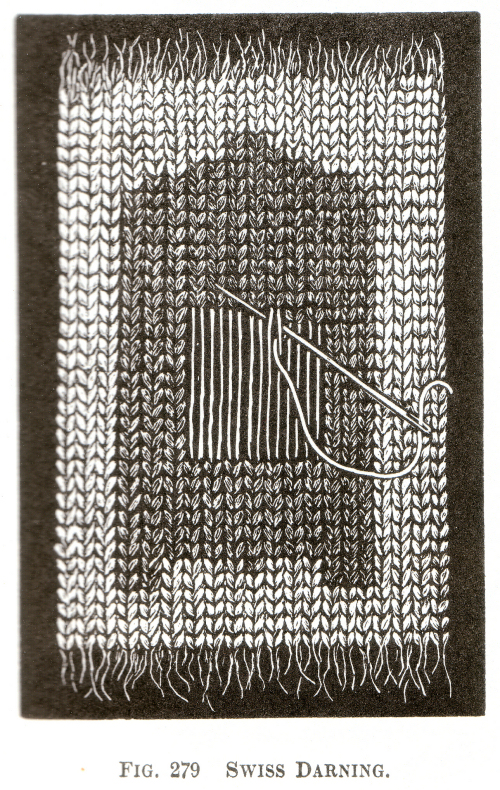
رتق سِوِسري لإصلاح الحياكة

الرَّتق أو الرَّفْو هو تقنية خياطة لإصلاح الثقوب أو المناطق البالية في النسيج أو الحبك باستخدام الإبرة والخيط فقط. يغلب أن يجري ذلك يدويًا وقد يجري باستخدام المِخيطة. الرتق باليد يجري بخياطة غرزة الرتق وهي غرزة مستقيمة بسيطة يُضم فيها الخيط في صفوف على طول خيوط القماش مع عكس اتجاه الخياطة في نهاية كل صف ثم ملء الإطار الذي أنشئ على هذا النحو كما لو أنه نُسج. الرتق هو طريقة تقليدية لإصلاح تلف النسيج أو الثقوب التي لا تمتد على طول التماس، وحيث يكون الترقيع غير عملي أو قد يسبب انزعاجًا لمن يرتديها مثل عقب الجورب.

## الأدوات
ثمة أدوات خاصة لرتق الجوارب:
- بيضة الرَّتق هي أداة على شكل بيضة مصنوعة من الحجر أو الخزف الصيني أو الخشب أو مادة صلبة مماثلة تُدخل في إصبع القدم أو عقب الجورب لإبقائها بالشكل المناسب لإتاحة العمل. وتستخدم ودعة النمر وهي زخرفة شعبية في أوروبا وأماكن أخرى في بعض الأحيان استخدام بيضة رتق.
- فطر الرَّتق هو أداة على شكل فطر يغلب أن تصنع من الخشب. يمتد الجورب فوق الجزء العلوي المنحني من الفطر ويتجمع بإحكام حول الساق ليثبته في مكانه من أجل الرتق.
- قرع الرَّتق هو قرع جاف مجوف بعنق. يمكن شد الجورب على الطرف الكامل من القرع وتثبيته في مكانه حول الرقبة للترتيب.

- يغلب أن تكون إبرة الرفو حادة لتجنب تقسيم الخيوط أثناء تمريرها عبر العنصر الذي يجري إصلاحه. هذا ينطبق بشكل خاص على الإبر الأكبر حجمًا لترتق القماش المحبوك الخشن.

- نول الرَّتق هو نول صغير جدًا يُحمل باليد لنسج الرقع في القماش الأصلي. وهي ذات بيضة تدخل في القماش ذات شقوق

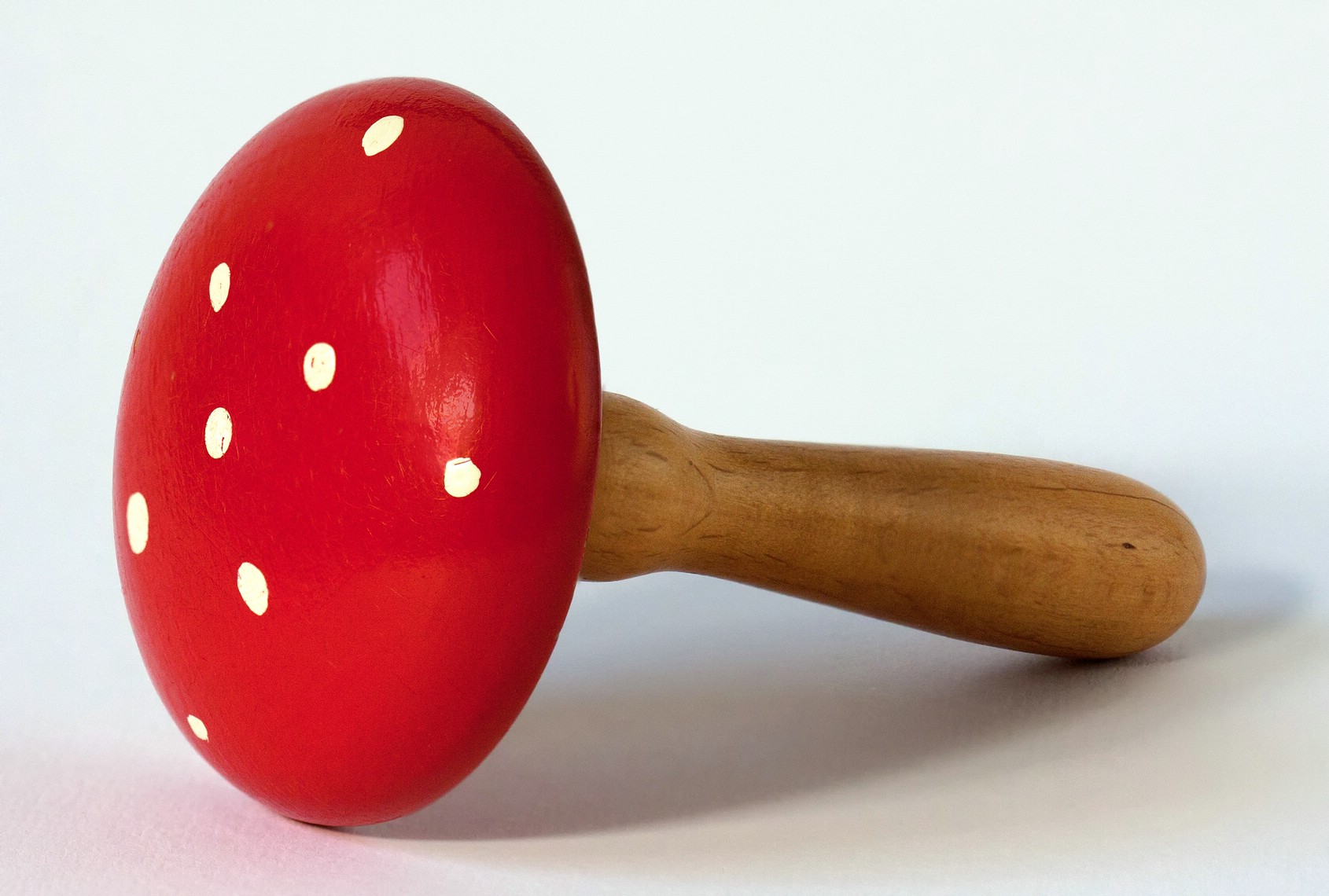
فطر رتق
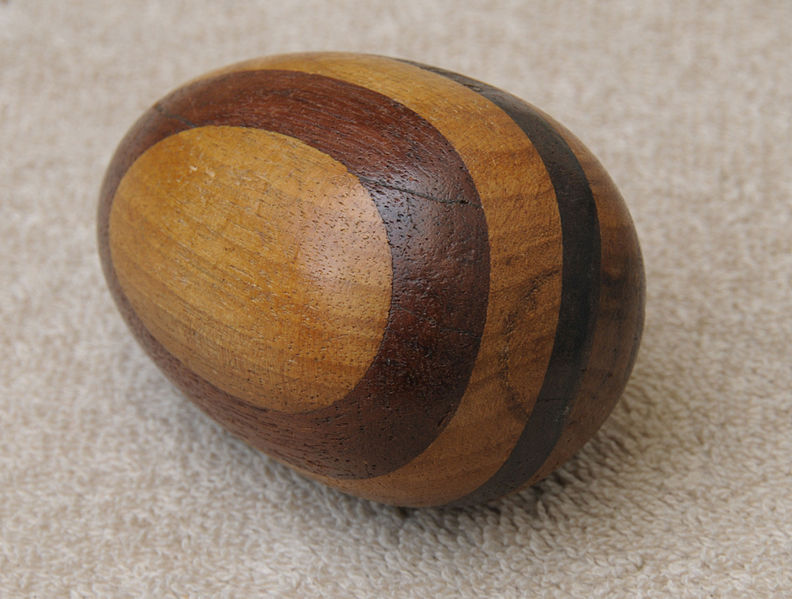
بيضة رتق
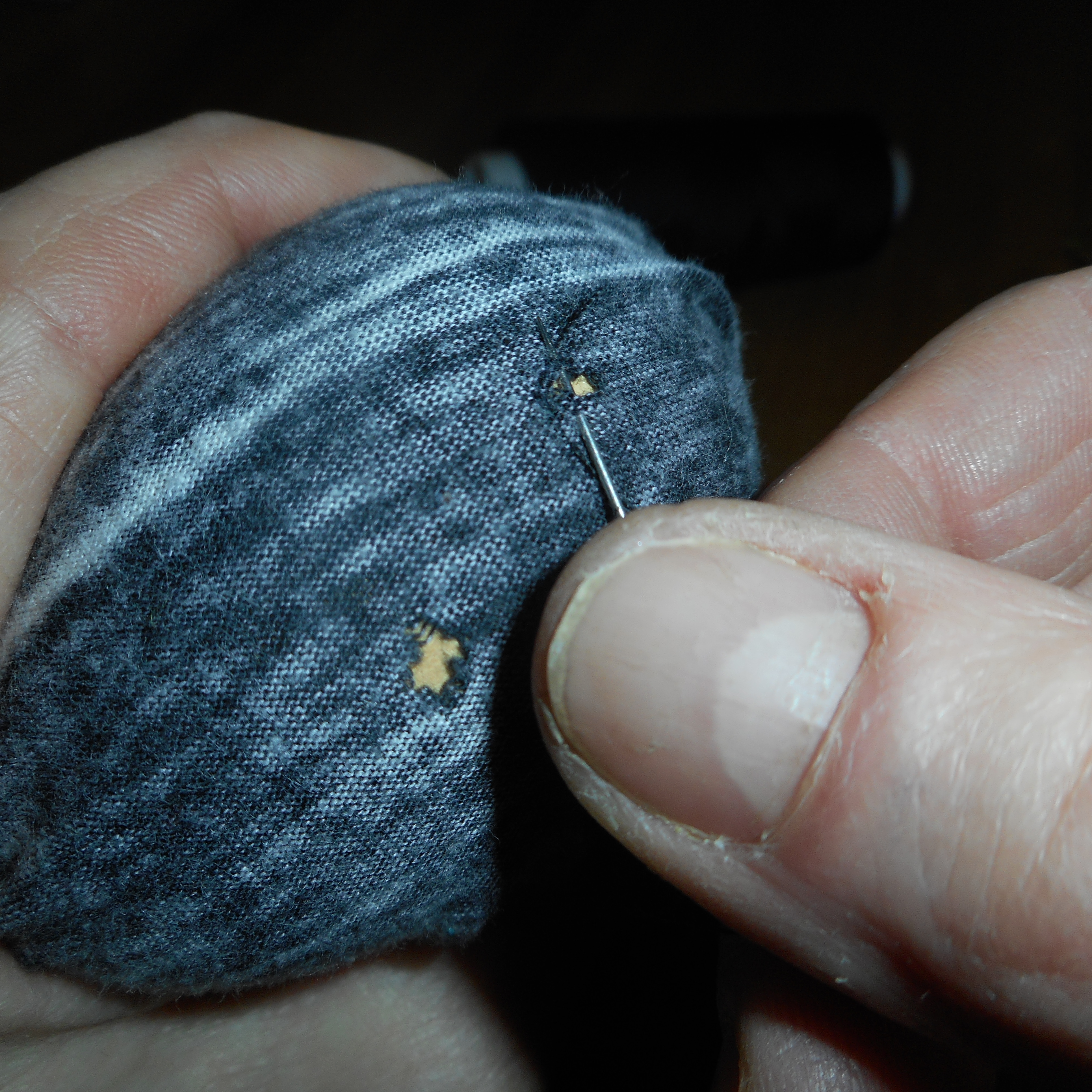
استخدام بيضة الرتق
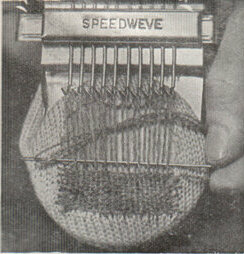
نول رتق مع مشابك خطافية وإبرة غليظة.

## رتق النقش

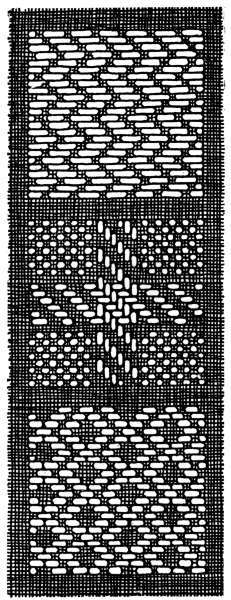
نقشة رتق

رتق النقش هي تقنية تطريز بسيطة وقديمة تُنسج الخيوط المتناقضة داخل وخارج نسيج القاعدة باستخدام صفوف من الغرز الجارية التي تعكس الاتجاه في نهاية كل صف. قد يتنوع طول الغرز لإنتاج تصميمات هندسية. لوحظ وجود رتق النقش في كل من إفريقيا واليابان وشمال وشرق أورُبَّة والشرق الأوسط والمكسيك وبيرو.